# 基诺山基诺族乡
基诺山基诺族乡是中华人民共和国云南省西双版纳傣族自治州景洪市下辖的一个民族乡。

## 行政区划
基诺山基诺族乡下辖以下村级行政区划单位：
新司土村、巴亚村、司土村、巴来村、洛特村、巴卡村和茄玛村。

## 中国传统村落
- 2012年12月，洛特老寨村被评为首批“中国传统村落”。
- 2013年8月，巴坡、巴卡老寨、扎吕村、巴亚中寨被评为第二批中国传统村落。